# Lord of the Dance
Lord of the Dance (Senhor da Dança) é um espetáculo irlandês de dança e música criado, coreografado, estrelado e produzido por Michael Flatley, dançarino americano filho de irlandeses. A música para o espetáculo foi escrita por Ronan Hardiman.

## Histórico
Michael Flatley ficou famoso estrelando no  Riverdance, mas  abandonou o show em 1995 antes da sua estréia em Londres, devido a desentendimentos com a direção. O sonho de Michael era montar  um espetáculo de dança capaz de ser exibido em arenas e estádios em vez de teatros tradicionais. O espetáculo, Lord of the Dance, concebido por Flatley levou 6 meses para tornar-se realidade.

## Performances
Os espetáculos de pré-estreia foram realizados no Point Theatre em Dublin, de 28 de junho até 1 de julho de 1996 e a estréia foi no dia 2 de julho de 1996. A história é baseada no personagem Lord of the Dance (Senhor da Dança) e a sua luta contra o senhor do mal "Don Dorcha"  que queria conquistar Planet Ireland (Planeta  Irlanda). O tema "Amor contra Luxúria"  também é desenvolvido através  da dança ao longo do espetáculo. As histórias são baseadas no antigo folclore irlandês. Em março de 1997, Lord of the Dance apresentou-se durante a cerimônia do Óscar e em novembro do mesmo ano expandiu-se  formando quatro (4) companhias criadas para turnês nos Estados Unidos, Europa, Ásia e África.
Flatley assinou contrato com a Disney e Lord of the Dance exibiu-se em Epcot, Walt Disney World em 1999 e 2000. A companhia quatro (4) apresentou-se em Disneyland Paris Resort em 2002-03.

## Lord of the Dance (atualmente)

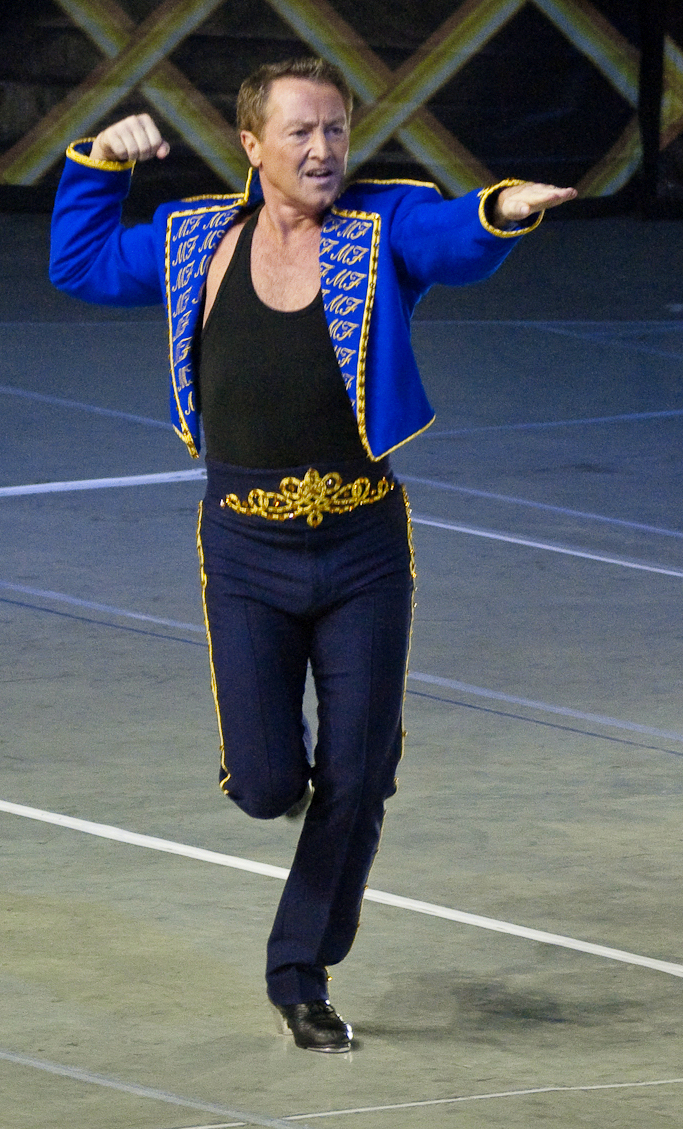
Michael Flatley

Em 2007, o show  Lord of the Dance continua apresentando-se em turnês mundiais.  O 10º aniversário do espetáculo foi  comemorado em junho de 2006 em Dublin. A  última exibição de Michael Flatley com Lord of the Dance foi em 28 de junho de 1998. Agora ele ocupa o cargo de diretor de criação artística. Atualmente, há  três (3) companhias em turnê com Lord of the Dance: a primeira atua na Europa, a segunda nos Estados Unidos e a terceira, até a presente data, está sediada em Las Vegas.
Lord of the Dance já se exibiu em mais de 40 países até o momento.